# Salton City
Salton City ist ein Census-designated place im Imperial County im Süden des US-Bundesstaates Kalifornien. Das U.S. Census Bureau hat bei der Volkszählung 2020 eine Einwohnerzahl von 5.155 ermittelt.
Der Ort liegt nahe dem Saltonsee an der Grenze zum Anza-Borrego Desert State Park.  Der Ort liegt an der California State Route 86.

## Geschichte
Die Stadt Salton City wurde auf dem Reißbrett des Texaners Marion Penn Phillips geplant. Der Immobilienmakler baute für diese Stadt mit seiner Holly Corporation 400 Kilometer Straßen, begrünte die Gegend mit Palmen und Oleander, und erschloss 12.000 Grundstücke mit Wasser- und Stromanschlüssen, sodass die Stadt ihre projektierten 40.000 Einwohner versorgen können sollte. Flieger aus Los Angeles ermöglichten Interessenten aus der Luft die Auswahl eines Grundstücks.
1958 wurde Salton City gegründet und mit der Erschließung begonnen (siehe oben). Zuerst siedelten sich Hotels und Motels an, erste Villen wurden gebaut und ein Yachthafen am Saltonsee ausgehoben. Die Einwohnerzahl entwickelte sich aber nicht nach den Projektvorstellungen Phillips’. Abgeschreckt wurden Interessenten von den heißen klimatischen Bedingungen am Saltonsee, der sich in dieser Zeit als instabiles Ökosystem erwies. Mehrfach in den 1960er und 1970er Jahren kam es aufgrund von Tropenstürmen ebenso wie in den Nachbarorten zu Überschwemmungen der Siedlungsflächen, obendrein ist die Region ein geologisch aktives Gebiet mit im Schnitt einem starken und mehreren schwachen Erdbeben pro Jahr. Häufige und geruchsintensive Fischsterben im See taten ihr übriges. So kam es, dass viele Bewohner ihre Häuser aufgaben und der Großteil der geplanten Stadt nie gebaut wurde.
Im Jahr 2000 lebten weniger als 1000 Menschen in der Stadt. Immobilienpreise waren extrem günstig, und die Stadt zog, ähnlich wie die weitere Umgebung, vor allem Aussteiger und Rentner an. Einziger Saloon im Ort war der Horsenaround. Am gegenüberliegenden Seeufer liegt das sozial noch stärker benachteiligte Bombay Beach.